# 馬希瞻
马希瞻（？—949年），马楚武穆王马殷庶子。
天成三年（928年）当袁诠的监军，在刘郎洑击败荆南军队。后来为静江军节度副使，遥领庐州昭顺军节度使。他的两个哥哥马希广、马希萼争位，他多次劝谏，继而痛哭，二王不从。馬希瞻知道楚国必亡，不胜其忧愁，949年，后背发疽而亡。